# 金山寺 (各務原市)
金山寺（きんざんじ）は、岐阜県各務原市各務西町にある臨済宗妙心寺派の寺院。

## 沿革
臨済宗妙心寺派の寺院で、元は金山庵と称していたが、1635年（寛永12年）に愚堂東寔の法嗣雲南応悦が再興して、金山寺と改称した。1909年（明治42年）に境内の弘法堂が中濃二十一番弘法の第八番となり、1915年（大正4年）に中濃新四国第七十七番霊場に指定される。本堂ははじめ萱葺きであったが、大正時代初期に瓦葺となり、1983年（昭和58年）に新築された。梵鐘は享保年間のものであったが、戦時供出されて、1949年（昭和24年）に新鐘となる。鐘楼は1942年（昭和17年）に改築されている。1976年（昭和51年）に所蔵する円空仏の十一面観音像が市の文化財に指定された。寺の西隣には、1622年（寛文2年）に勧進された金山荒神社が建っている。

## 文化財
- 十一面観音像（各務原市指定有形文化財）[1][2]

## 交通手段
- 各務原市ふれあいバス 稲羽線「駒場」バス停下車